# 大津北警察署
大津北警察署（おおつきたけいさつしょ）は、滋賀県警察が管轄する警察署の一つである。主に、旧堅田町・旧志賀町の範囲を管轄としている。

## 所在地
- 滋賀県大津市真野二丁目20番23号

## 管轄区域
- 大津市のうち
  - 仰木町
  - 仰木一丁目 - 七丁目
  - 仰木の里一丁目 - 七丁目
  - 仰木の里東一丁目 - 八丁目
  - 本堅田一丁目 - 六丁目
  - 堅田一丁目・二丁目
  - 衣川一丁目 - 三丁目
  - 今堅田一丁目 - 三丁目
  - 真野一丁目 - 六丁目
  - 花園町
  - 向陽町
  - 美空町
  - 清風町
  - 陽明町
  - 緑町
  - 清和町
  - 真野普門町
  - 真野普門一丁目 - 三丁目
  - 真野佐川町
  - 真野大野一丁目・二丁目
  - 真野家田町
  - 真野谷口町
  - 山百合の丘
  - 伊香立向在地町
  - 伊香立生津町
  - 伊香立上在地町
  - 伊香立北在地町
  - 伊香立下在地町
  - 伊香立南庄町
  - 伊香立上龍華町
  - 伊香立下龍華町
  - 伊香立途中町
  - 葛川坂下町
  - 葛川木戸口町
  - 葛川中村町
  - 葛川坊村町
  - 葛川町居町
  - 葛川梅ノ木町
  - 葛川貫井町
  - 葛川細川町
  - 湖青一丁目・二丁目
  - 朝日一丁目・二丁目
  - 水明一丁目・二丁目
  - 小野
  - 和邇今宿
  - 和邇春日一丁目 - 三丁目
  - 和邇南浜
  - 和邇中
  - 和邇高城
  - 和邇中浜
  - 栗原
  - 和邇北浜
  - 南船路
  - 八屋戸
  - 木戸
  - 荒川
  - 大物
  - 南比良
  - 北比良
  - 南小松
  - 北小松
  - 衣川一丁目と雄琴四丁目との境界線が琵琶湖岸に接する地点から大津市、草津市および守山市のそれぞれの境界線の交点まで引いた線以北の琵琶湖の区域

## 沿革
- 1954年（昭和29年）7月1日 - 警察法改正により滋賀県警察が発足。滋賀県堅田警察署となる。
- 2006年（平成18年）3月20日：大津市と滋賀郡志賀町の合併に併せ、滋賀県大津北警察署に改称。

## 交番
（ ）の中は所在地
- 仰木交番（大津市仰木の里三丁目19番16号）
- 堅田駅前交番（大津市真野一丁目1番78号）
- 小野交番（大津市湖青一丁目1番地3）

## 警察官駐在所
（ ）の中は所在地
- 伊香立警察官駐在所（大津市伊香立下在地町1148番地の1）
- 葛川警察官駐在所（大津市葛川坊村町237番地の17）
- 和邇警察官駐在所（大津市和邇中190番地の1）
- 木戸警察官駐在所（大津市荒川937番地の2）
- 小松警察官駐在所（大津市北小松386番地）